# Charaktermaske
Die Charaktermaske als Begriff der marxistischen Soziologie ist die Bezeichnung für den entfremdeten Menschen im Kapitalismus, der eine Personifikation der ökonomischen Verhältnisse ist.

## Herkunft
Karl Marx entnahm seinerseits den Begriff der Theatersprache des 18. Jahrhunderts, womit bereits in der italienischen Typenkomödie Charaktermasken (z. B. il dottore) von Nationalmasken (z. B. Der Türke) unterschieden wurden.
Charaktermasken stellen im Theater eine Vermummung dar, die einen bestimmten Stand oder Menschen darstellen soll; auf der Bühne sollen die Charaktermaskenrollen einen Charakter in seiner vollständigen Entwicklung darstellen.
In seiner neueren, ethisch gefärbten Bedeutung erscheint das Wort bereits bei Jean Paul.

## Personifikation ökonomischer Verhältnisse
Als „Charaktermasken“ kennzeichnet Marx die Formen der Interaktion von Individuen einer bestimmten Gesellschaft als Funktion der unmittelbar gesellschaftlichen Formen von Arbeit. Im ersten Kapitel seines Hauptwerkes Das Kapital führt er die Kategorie der Charaktermaske ein beim Vergleich des modernen Kapitalismus mit der mittelalterlichen Agrargesellschaft.
Damals traten sich Leibeigene und Gutsherren, Vasallen und Lehnsgeber, Laien und Pfarrer in der gesellschaftlichen Produktion und den auf ihr aufgebauten Lebenssphären gegenüber. Laut Marx nahmen auch diese Beziehungen bereits fetischisierte Formen an, waren aber im Unterschied zur Situation im Kapitalismus durch das unmittelbare Verhältnis der Individuen zueinander bestimmt:
„Die Naturalform der Arbeit, ihre Besonderheit, und nicht, wie auf Grundlage der Warenproduktion, ihre Allgemeinheit, ist hier ihre unmittelbar gesellschaftliche Form. Die Fronarbeit ist ebensogut durch die Zeit gemessen wie die Waren produzierende Arbeit, aber jeder Leibeigne weiß, daß es ein bestimmtes Quantum seiner persönlichen Arbeitskraft ist, die er im Dienst seines Herrn verausgabt. Der dem Pfaffen zu leistende Zehnten ist klarer als der Segen des Pfaffen. Wie man daher immer die Charaktermasken beurteilen mag, worin sich die Menschen hier gegenübertreten, die gesellschaftlichen Verhältnisse der Personen in ihren Arbeiten erscheinen jedenfalls als ihre eignen persönlichen Verhältnisse und sind nicht verkleidet in gesellschaftliche Verhältnisse der Sachen, der Arbeitsprodukte.“
Im Kapitalismus treten die Warenbesitzer beim Tausch gegenüber. Ihre Beziehung ist nun von dem gesellschaftlichen Verhältnis der Warenwerte bestimmt:
„Die Waren können nicht selbst zu Markte gehn und sich nicht selbst austauschen. Wir müssen uns also nach ihren Hütern umsehn, den Warenbesitzern. Die Waren sind Dinge und daher widerstandslos gegen den Menschen. Wenn sie nicht willig, kann er Gewalt brauchen, in andren Worten, sie nehmen. Um diese Dinge als Waren aufeinander zu beziehn, müssen die Warenhüter sich zueinander als Personen verhalten, deren Willen in jenen Dingen haust, so daß der eine nur mit dem Willen des andren, also jeder nur vermittelst eines, beiden gemeinsamen Willensakts sich die fremde Ware aneignet, indem er die eigne veräußert. Sie müssen sich daher wechselseitig als Privateigentümer anerkennen. Dies Rechtsverhältnis, dessen Form der Vertrag ist, ob nun legal entwickelt oder nicht, ist ein Willensverhältnis, worin sich das ökonomische Verhältnis widerspiegelt. Der Inhalt dieses Rechts- oder Willensverhältnisses ist durch das ökonomische Verhältnis selbst gegeben. Die Personen existieren hier nur füreinander als Repräsentanten von Ware und daher als Warenbesitzer. Wir werden überhaupt im Fortgang der Entwicklung finden, daß die ökonomischen Charaktermasken der Personen nur die Personifikationen der ökonomischen Verhältnisse sind, als deren Träger sie sich gegenübertreten.“
Dabei wird auch die Arbeitskraft als eine Ware aufgefasst, die der Arbeiter mit dem Kapitalisten gegen Lohn tauscht. Sowohl "Kapitalist" als auch "Lohnarbeiter" sind als solche Charaktermasken, d. h. Personifizierungen ökonomischer Kategorien.

## Bedeutung
Prägend wurde die Marxsche Verwendung des Begriffs im Kapital, wo er die strukturelle Determination individueller Akteure bezeichnet: „es handelt sich hier um die Personen nur, soweit sie die Personifikation ökonomischer Kategorien sind, Träger von bestimmten Klassenverhältnissen und Interessen“, für die es keinen Sinn hätte, „den einzelnen verantwortlich [zu] machen“.
Die Menschen im Kapitalismus haben nach Marx spezifische Rollen und Funktionen, die durch ihre Stellung im Produktionsprozess bestimmt werden. Im Produktionsprozess müssen sie als Kapitalisten bzw. Proletarier agieren und erfüllen damit eine objektiv nötige Funktion, die mit ihrem sonstigen, "wahren" Ich nichts zu tun hat. Im Arbeitsalltag schlüpfen sie in die Masken von Kapitalist und Arbeiter, nach Feierabend können die Menschen diese Masken fallen lassen. 
Ingo Elbe schreibt beispielsweise:
„Marx’ Ökonomiekritik entwickelt das Handeln der Akteure konsequent aus den Vergesellschaftungsbedingungen der Arbeit, aus den Verhältnissen, in die die Individuen im Rahmen der alltäglichen Re-/ Produktion ihres Lebens gesetzt sind. Diese strukturelle Determination der Akteure, den Zwang, der aus der Vorgegebenheit von Bedingungen resultiert, aufgrund derer die Individuen sich zueinander primär über gesellschaftliche Sachen in Beziehung setzen, fasst er dabei in Begriffen wie ’Charaktermaske’ oder ’Personifikation’.“
Alex Demirović betont, dass die marxsche Fassung der Personifikation von gesellschaftlichen Verhältnissen nicht nur einen Determinierungsprozess der ökonomischen Strukturen auf die Handelnden darstellt, sondern zugleich auch den umgekehrten Aspekt betont, dass gesellschaftliche Strukturen immer von Menschen gemacht und erhalten werden müssen, und somit auch verändert werden können.
„Es geht darum, die Logik des Handelns der Individuen zu begreifen. Die gesellschaftlichen Prozesse sind nicht das Ergebnis von individuellen Willensentscheidungen. Aber sie sind auch nicht nur passive Opfer. Die Charaktermaske wird von Marx als Personifikation bestimmt. Dies gibt seiner Überlegung einen aktiven Akzent: die Individuen werden in und durch die Verhältnisse, unter denen sie leben, zu bestimmten Personen gemacht. Auf diese Weise werden sie zu Trägern von Verhältnissen, aber nicht von irgendwelchen Verhältnissen, sondern von Klassenverhältnissen. Die Personen tragen aktiv die Verhältnisse und reproduzieren sie durch ihr Handeln. Würden die Verhältnisse von Personen nicht getragen, gäbe es sie nicht. Aber es sind nicht die Einzelnen, sondern ... die Personen als Angehörige von Klassen. Sie handeln nach bestimmten kollektiven Gesichtspunkten: sie denken und sprechen miteinander, entwickeln tägliche Gewohnheiten, bilden Erwartungen aus über den Gang der gesellschaftlichen Entwicklung oder ihre Rechte und treffen in diesen kollektiven Zusammenhängen Entscheidungen. Sie entwickeln Dispositionen, das Kommando über andere Menschen auszuüben, schaffen sich Gründe dafür, warum sie Herrschaft ausüben und den gesellschaftlichen Reichtum aneignen und zu ihrer Verteidigung Gewalt einsetzen dürfen. Das alles sind immer kollektive Praktiken, also konkrete Verhältnisse, unter denen bestimmte Individuen als Kollektiv leben. Diese kollektive Praxis – eine Klassenpraxis - kann geändert werden.“